# Лазарево (Печорский район)
Ла́зарево, ранее также Ла́азарува (эст. Laasaruva) — деревня в Печорском районе Псковской области России. Входит в состав сельского поселения «Паниковская волость».
Расположена на западе района на границе с Эстонией, в 6 км к юго-западу от города Печоры и в 7 км к северо-западу от волостного центра, деревни Паниковичи.
Относится к нулку Коолина исторической области Сетумаа.

## Население
Численность населения деревни составляет 241 житель (2000 год).
| 2001 | 2002 | 2010 |
| ---- | ---- | ---- |
| 241  | ↗249 | ↘186 |